# Io canto (quarta edizione)
La quarta edizione del talent show musicale Io canto è andata in onda ogni domenica in prima serata su Canale 5 dall'8 settembre al 10 novembre 2013 per dieci puntate con la conduzione di Gerry Scotti, seguite da due puntate speciali, andate in onda il 23 novembre con il meglio dell'edizione e il 16 dicembre con una puntata dedicata al Natale dal titolo Io canto Christmas.
La giuria era composta da Marcella Bella, Arianna Bergamaschi e Antonella Lo Coco, i giurati d'eccezione erano Celso Valli, Fio Zanotti, Maurizio Pica, Luca Orioli, Bianca Atzei, Davide De Zan e Adriano Pennino, mentre i coach sono stati Claudio Cecchetto, Mara Maionchi e Flavia Cercato.
L'edizione si è conclusa con la vittoria di Miriam Di Pisa.

## Descrizione
L'obiettivo del programma resta quello di eleggere la voce più promettente tra bambini e ragazzi di età compresa tra i 7 e i 16 anni con una sfida a squadre (costituite da cantanti o ballerini) in cui la musica, però, resta la protagonista assoluta.

### Regolamento
La divisione in squadre avviene mediante l'espressione di una preferenza operata da un caposquadra scelto casualmente al termine delle esibizioni di ogni singolo gruppo di ragazzi, precedentemente selezionato. La selezione dei ballerini, invece, viene operata attraverso la segnalazione progressiva degli stessi da parte dei giurati nel corso dell'esibizione. Al termine di tutte le manche, i ragazzi "esclusi" al primo turno ridivisi in gruppi, cantano 30-40 secondi di una nuova canzone. Al termine di ogni singolo gruppo il giurato selezionato casualmente indica quale interprete ammettere alla propria squadra. Dalla terza puntata inizia la gara. Le manche sono composte dalle esibizioni di 3 ragazzi indicati dai propri caposquadra, i quali possono scegliere se affiancare il ballo all'esibizione. Per ogni gruppo, la giuria vota quale sia il vincitore. Per i concorrenti non ancora inseriti in una squadra, i caposquadra scelgono prima della valutazione della giuria quale interprete selezionare, ascoltando l'esibizione a cappella (l'interprete, invece, ascolta la base musicale mediante le cuffie). Alla squadra vincitrice viene attribuito 1 punto (3 per l'ultima manche). Disputano la finale di puntata le 2 squadre con più punti. Al termine delle 2 esibizioni dei ragazzi scelti dai caposquadra, la giuria indica quale sia l'interprete (e quindi la squadra) vincitrice. La squadra risultata vincitrice al termine delle puntate eliminatorie accede direttamente alla finale. Dalla semifinale è presente il televoto che decreta direttamente la squadra vincitrice. I due interpreti più votati della squadra vincitrice disputano la finale. L'interprete che ottiene più voti al televoto vince l'edizione. Nel corso della stessa vengono presentati dei brani inediti presentati dagli autori nell'ambito del concorso "grandi autori per piccoli talenti", in collaborazione con SIAE. Vengono, quindi, attribuiti i "premi SIAE" da un'apposita giuria formata da rappresentanti delle radio e dal voto del web.

### Studio
Il programma veniva trasmesso in diretta presso lo studio 20 del Centro di produzione Mediaset di Cologno Monzese (Milano).

## Cast

### Concorrenti
L'età dei concorrenti si riferisce al momento dell'ingresso nel programma.
     Vincitrice
| Concorrente            | Età     | Luogo di nascita                 |
| ---------------------- | ------- | -------------------------------- |
| Rosanna Ferrara        | 7 anni  | Nocera Superiore (SA)            |
| Miriam Cassarino       | 8 anni  | Militello in Val di Catania (CT) |
| Simone Stocchero       | 9 anni  | Creazzo (VI)                     |
| Veronica Rotin         | 9 anni  | Tarxien                          |
| Claudio Tropea         | 9 anni  | Giarre (CT)                      |
| Chiara Ranieri         | 9 anni  | Marigliano (NA)                  |
| Christian Cogotti      | 10 anni | Roma                             |
| Roberta Cometti        | 10 anni | Romano di Lombardia (BG)         |
| Yari Margotti          | 10 anni | Melito di Napoli (NA)            |
| Zaira Di Grazia        | 10 anni | Misterbianco (CT)                |
| Lapo Filippo Pulcini   | 10 anni | Borgosatollo (BS)                |
| Luna Melis             | 11 anni | Uta (CA)                         |
| Sveva Pia Laterza      | 11 anni | Faenza (RA)                      |
| Ambra Costa            | 11 anni | San Pietro in Casale (BO)        |
| Corinne Ragona         | 11 anni | Mazara del Vallo (TP)            |
| Andrea Settembre       | 11 anni | Napoli                           |
| Antonio Augliera       | 12 anni | Messina                          |
| Gaia Di Fusco          | 12 anni | Mondragone (CE)                  |
| Francesco Mastromatteo | 12 anni | Palo del Colle (BA)              |
| Miriam Mereu           | 12 anni | Sestu (CA)                       |
| Sinea Palma            | 12 anni | Brindisi                         |
| Camilla Rinaldi        | 12 anni | Santo Stefano di Magra (SP)      |
| Federica Rizzelli      | 12 anni | Poggiardo (LE)                   |
| Dario Tartaglione      | 12 anni | Marcianise (CE)                  |
| Anastasia Vairo        | 12 anni | Viareggio (LU)                   |
| Josuè Previti          | 12 anni | Messina                          |
| Antonino Buscemi       | 12 anni | Palermo                          |
| Thomas Bocchimpani     | 13 anni | Cassola (VI)                     |
| Michela Conti          | 13 anni | Morlupo (RM)                     |
| Greta Doveri           | 13 anni | Buti (PI)                        |
| Michelangelo Falcone   | 13 anni | La Spezia                        |
| Nicola Paltrinieri     | 13 anni | Quistello (MN)                   |
| Shauna Vassallo        | 13 anni | Birzebbugia                      |
| Giuliana Cascone       | 13 anni | Chiaramonte Gulfi (RG)           |
| Matilde Nicoziani      | 13 anni | Montegranaro (FM)                |
| Chiara Corallo         | 13 anni | Cavallino (LE)                   |
| Jacopo Scavolini       | 13 anni | Pesaro                           |
| Marina Brienza         | 14 anni | Novedrate (CO)                   |
| Giuseppe Croci         | 14 anni | Alseno (PC)                      |
| Chiara De Micheli      | 14 anni | Casarano (LE)                    |
| Alberto Lionetti       | 14 anni | Moncalieri (TO)                  |
| Marco Feliciani        | 14 anni | Filottrano (AN)                  |
| Jonah Mara Gardose     | 14 anni | Milano                           |
| Giada Santoro          | 14 anni | Trescore Balneario (BG)          |
| Michelangelo Vizzini   | 14 anni | Ostia Lido (RM)                  |
| Maria Rossella Longo   | 14 anni | Modena                           |
| Krizia Celano          | 14 anni | Santi Cosma e Damiano (LT)       |
| Elena Araveicei        | 15 anni | Pistoia                          |
| Morgana Brais          | 15 anni | Siniscola (NU)                   |
| Cristian Burgio        | 15 anni | Caltanissetta                    |
| Miriam Di Pisa         | 15 anni | Misilmeri (PA)                   |
| Georgia Fonseca        | 15 anni | Brindisi                         |
| Marco Muraro           | 15 anni | Daverio (VA)                     |
| Marica Salinas         | 15 anni | Casoria (NA)                     |
| Marco Lanzellotti      | 15 anni | Catanzaro                        |
| Giuseppe Luzzi         | 15 anni | Andria (BA)                      |
| Gennaro Morra          | 15 anni | Marigliano (NA)                  |
| Martina Nocera         | 15 anni | Valledolmo (PA)                  |
| Angela Addezio         | 16 anni | Napoli                           |
| Damiano Caponio        | 16 anni | Forchia (BN)                     |
| Walter Coppola         | 16 anni | San Marzano sul Sarno (SA)       |
| Federica Di Natale     | 16 anni | Rosolini (SR)                    |
| Beatrice Ferrantino    | 16 anni | Nova Milanese (MB)               |
| Sofia Segreto          | 16 anni | Agrigento                        |
| Greta Celano           | 16 anni | Santi Cosma e Damiano (LT)       |

### Ballerini
| Concorrente               | Età     | Luogo di nascita     |
| ------------------------- | ------- | -------------------- |
| Melania e Melissa di Luca | 10 anni | Civitavecchia (RM)   |
| Sofia Ghitti              | 10 anni | Pedrengo (BG)        |
| Devis Masini              | 10 anni | Anzio (RM)           |
| Marco Pio Masciari        | 11 anni | Catanzaro            |
| Luca Ferrò                | 12 anni | Novara               |
| Lisa Borsatto             | 12 anni | Galliera Veneta (PD) |
| Antonio Cetera            | 13 anni | Crosia (CS)          |
| Mattia Semeraro           | 13 anni | Ravenna              |
| Simone Paulli             | 15 anni | Finale Ligure (SV)   |

### Giuria
A partire dalla terza puntata fino all'ottava (puntata che precede la semifinale) compare la figura della Giuria di qualità composta dai seguenti membri:
| Giurati             | Puntate | Puntate | Puntate | Puntate | Puntate | Puntate | Totale |
| Giurati             | 3       | 4       | 5       | 6       | 7       | 8       | Totale |
| ------------------- | ------- | ------- | ------- | ------- | ------- | ------- | ------ |
| Marcella Bella      |         |         |         |         |         |         | 6      |
| Arianna Bergamaschi |         |         |         |         |         |         | 6      |
| Antonella Lo Coco   |         |         |         |         |         |         | 6      |
| Celso Valli         |         |         |         |         |         |         | 1      |
| Fio Zanotti         |         |         |         |         |         |         | 2      |
| Maurizio Pica       |         |         |         |         |         |         | 5      |
| Luca Orioli         |         |         |         |         |         |         | 1      |
| Bianca Atzei        |         |         |         |         |         |         | 1      |
| Davide De Zan       |         |         |         |         |         |         | 1      |
| Adriano Pennino     |         |         |         |         |         |         | 1      |
| Celso Valli         |         |         |         |         |         |         | 1      |

Marcella Bella, Arianna Bergamaschi e Antonella Lo Coco sono le tre giurate fisse di questa edizione, affiancate di puntata in puntata da altri giurati. Dalla quarta puntata si affianca ad esse anche Maurizio Pica, che diventa giurato fisso a tutti gli effetti fino all'ottava puntata.

## Dettaglio delle puntate

### Prima puntata
- Ospiti: Arianna Cleri che ha cantato Io canto e Fino a farmi male.

Legenda
- : ammesso alla squadra

| Fasi        | Fasi                      | 1ª fase       | 1ª fase           | 1ª fase        | Ripescaggio  | Ripescaggio   | Ripescaggio       | Ripescaggio    |
| Caposquadra | Caposquadra               | Mara Maionchi | Claudio Cecchetto | Flavia Cercato | Gruppo       | Mara Maionchi | Claudio Cecchetto | Flavia Cercato |
| ----------- | ------------------------- | ------------- | ----------------- | -------------- | ------------ | ------------- | ----------------- | -------------- |
| 1ª manche   | Simone Stocchero          |               |                   |                | C            |               |                   |                |
| 1ª manche   | Veronica Rotin            |               |                   |                | Non presenti | Non presenti  | Non presenti      | Non presenti   |
| 1ª manche   | Marica Salinas            |               |                   |                | A            |               |                   |                |
| 2ª manche   | Luna Melis                |               |                   |                | Non presenti | Non presenti  | Non presenti      | Non presenti   |
| 2ª manche   | Walter Coppola            |               |                   |                | B            |               |                   |                |
| 2ª manche   | Krizia e Greta Celano     |               |                   |                | A            |               |                   |                |
| 3ª manche   | Thomas Bocchimpani        |               |                   |                | Non presenti | Non presenti  | Non presenti      | Non presenti   |
| 3ª manche   | Jonah Mara Gardose        |               |                   |                | B            |               |                   |                |
| 3ª manche   | Michelangelo Vizzini      |               |                   |                | A            |               |                   |                |
| Ballerini   | Melania e Melissa Di Luca |               |                   |                | Non presenti | Non presenti  | Non presenti      | Non presenti   |
| Ballerini   | Devis Masini              |               |                   |                | Non presenti | Non presenti  | Non presenti      | Non presenti   |
| Ballerini   | Antonio Cetera            |               |                   |                | Non presenti | Non presenti  | Non presenti      | Non presenti   |
| 4ª manche   | Giuseppe Croci            |               |                   |                | A            |               |                   |                |
| 4ª manche   | Damiano Caponio           |               |                   |                | C            |               |                   |                |
| 4ª manche   | Marina Brienza            |               |                   |                | Non presenti | Non presenti  | Non presenti      | Non presenti   |
| 5ª manche   | Roberta Cometti           |               |                   |                | Non presenti | Non presenti  | Non presenti      | Non presenti   |
| 5ª manche   | Cristian Burgio           |               |                   |                | C            |               |                   |                |
| 5ª manche   | Greta Doveri              |               |                   |                | C            |               |                   |                |
| 6ª manche   | Elena Araveicei           |               |                   |                | C            |               |                   |                |
| 6ª manche   | Camilla Rinaldi           |               |                   |                | B            |               |                   |                |
| 6ª manche   | Giada Santoro             |               |                   |                | B            |               |                   |                |
| 6ª manche   | Marco Muraro              |               |                   |                | Non presenti | Non presenti  | Non presenti      | Non presenti   |

### Seconda puntata
- Ospiti: Arianna Cleri che ha cantato Io canto e Sei bellissima.

Legenda
- : ammesso alla squadra

| Fasi        | Fasi                 | 1ª fase       | 1ª fase           | 1ª fase        | Ripescaggio  | Ripescaggio   | Ripescaggio       | Ripescaggio    |
| Caposquadra | Caposquadra          | Mara Maionchi | Claudio Cecchetto | Flavia Cercato | Gruppo       | Mara Maionchi | Claudio Cecchetto | Flavia Cercato |
| ----------- | -------------------- | ------------- | ----------------- | -------------- | ------------ | ------------- | ----------------- | -------------- |
| 1ª manche   | Anastasia Vairo      |               |                   |                | A            |               |                   |                |
| 1ª manche   | Michelangelo Falcone |               |                   |                | B            |               |                   |                |
| 1ª manche   | Morgana Brais        |               |                   |                | Non presenti | Non presenti  | Non presenti      | Non presenti   |
| 2ª manche   | Shauna Vassallo      |               |                   |                | B            |               |                   |                |
| 2ª manche   | Antonio Augliera     |               |                   |                | Non presenti | Non presenti  | Non presenti      | Non presenti   |
| 2ª manche   | Ambra Costa          |               |                   |                | C            |               |                   |                |
| 3ª manche   | Nicola Paltrinieri   |               |                   |                | Non presenti | Non presenti  | Non presenti      | Non presenti   |
| 3ª manche   | Chiara De Micheli    |               |                   |                | C            |               |                   |                |
| 3ª manche   | Dario Tartaglione    |               |                   |                | A            |               |                   |                |
| Ballerini   | Luca Ferrò           |               |                   |                | Non presenti | Non presenti  | Non presenti      | Non presenti   |
| Ballerini   | Sofia Ghitti         |               |                   |                | Non presenti | Non presenti  | Non presenti      | Non presenti   |
| Ballerini   | Mattia Semeraro      |               |                   |                | Non presenti | Non presenti  | Non presenti      | Non presenti   |
| 4ª manche   | Beatrice Ferrantino  |               |                   |                | Non presenti | Non presenti  | Non presenti      | Non presenti   |
| 4ª manche   | Christian Cogotti    |               |                   |                | B            |               |                   |                |
| 4ª manche   | Marco Feliciani      |               |                   |                | C            |               |                   |                |
| 5ª manche   | Sveva Pia Laterza    |               |                   |                | Non presenti | Non presenti  | Non presenti      | Non presenti   |
| 5ª manche   | Yari Margotti        |               |                   |                | B            |               |                   |                |
| 5ª manche   | Michela Conti        |               |                   |                | C            |               |                   |                |
| 6ª manche   | Georgia Fonseca      |               |                   |                | A            |               |                   |                |
| 6ª manche   | Miriam Di Pisa       |               |                   |                | Non presenti | Non presenti  | Non presenti      | Non presenti   |
| 6ª manche   | Miriam Mereu         |               |                   |                | A            |               |                   |                |

### Terza puntata
- Giuria: Marcella Bella, Arianna Bergamaschi, Antonella Lo Coco, Celso Valli e Fio Zanotti;
- Classifica al termine di tutte le manche: 
  - Mara Maionchi: 5 punti (Claudio Tropea, Marina Brienza, Josuè Previti[N 2]);
  - Claudio Cecchetto: 1 punto (Andrea Settembre);
  - Flavia Cercato: 2 punti (Roberta Cometti, Morgana Brais).
- Finale (Veronica Rotin (Mara Maionchi) Vs Morgana Brais (Flavia Cercato)): Morgana Brais (Flavia Cercato).
- Formazione squadre:
  - Corinne Ragona (Mara Maionchi), Andrea Settembre (Claudio Cecchetto), Sofia Segreto (Flavia Cercato);
  - Claudio Tropea (Mara Maionchi), Marco Lanzelotti (Flavia Cercato), Giuliana Cascone (Claudio Cecchetto);
  - Lisa Borsatto (Mara Maionchi), Marco Pio Masciari (Claudio Cecchetto), Simone Paulli (Flavia Cercato);
  - Matilde Nicoziani (Claudio Cecchetto), Antonino Buscemi (Flavia Cercato), Josuè Previti (Mara Maionchi).

### Quarta puntata
- Giuria: Marcella Bella, Arianna Bergamaschi, Antonella Lo Coco, Maurizio Pica e Fio Zanotti;
- Classifica al termine di tutte le manche: 
  - Mara Maionchi: 5 punti (Claudio Tropea, Corinne Ragona, Miriam Cassarino, Josuè Previti, Gennaro Morra);
  - Claudio Cecchetto: 3 punti (Giuliana Cascone[N 2]);
  - Flavia Cercato: 1 punto (Zaira Di Grazia).
- Finale (Claudio Tropea (Mara Maionchi) Vs Matilde Nicoziani (Claudio Cecchetto)): Claudio Tropea (Mara Maionchi);
- Classifica complessiva: Mara Maionchi e Flavia Cercato (1 punto), Claudio Cecchetto (0 punti).
- Formazione squadre:
  - Zaira Di Grazia (Flavia Cercato), Giuseppe Luzzi (Mara Maionchi), Chiara Corallo (Claudio Cecchetto);
  - Jacopo Scavolini (Claudio Cecchetto), Miriam Cassarino (Mara Maionchi), Maria Rossella Longo (Flavia Cercato);
  - Gennaro Morra (Mara Maionchi), Chiara Ranieri (Claudio Cecchetto), Martina Nocera (Flavia Cercato);
- Ospiti:
  - Nek che ha cantato Congiunzione astrale con Andrea Settembre e La metà di niente;
  - Marcella Bella ha cantato Io domani con Anastasia Vairo;
  - Antonella Lo Coco ha cantato Smalltown Boy.

### Quinta puntata
- Giuria: Marcella Bella, Arianna Bergamaschi, Antonella Lo Coco, Luca Orioli e Maurizio Pica;
- Classifica al termine di tutte le manche: 
  - Mara Maionchi: 4 punti (Beatrice Ferrantino, Angela Addezio, Francesco Mastromatteo, Veronica Rotin);
  - Claudio Cecchetto: 4 punti (Gaia Di Fusco, Luna Melis[N 2]);
  - Flavia Cercato: 3 punti (Ambra Costa, Morgana Brais, Walter Coppola).
- Finale (Marica Salinas (Mara Maionchi) Vs Miriam Di Pisa (Claudio Cecchetto)): Miriam Di Pisa (Claudio Cecchetto);
- Classifica complessiva: Mara Maionchi, Flavia Cercato e Claudio Cecchetto (1 punto).
- Formazione squadre:
  - Rosanna Ferrara (Flavia Cercato), Federica Di Natale (Mara Maionchi), Gaia Di Fusco (Claudio Cecchetto);
  - Federica Rizzelli (Flavia Cercato), Angela Addezio (Mara Maionchi), Lapo Filippo Pulcini (Claudio Cecchetto);
  - Francesco Mastromatteo (Mara Maionchi), Sinea Palma (Flavia Cercato), Alberto Lionetti (Claudio Cecchetto);
- Ospiti:
  - Marcella Bella ha cantato Fiori rosa fiori di pesco con Beatrice Ferrantino;
  - Arianna Bergamaschi ha cantato A whole new world con Morgana Brais.

### Sesta puntata
- Giuria: Bianca Atzei, Marcella Bella, Arianna Bergamaschi, Davide De Zan, Antonella Lo Coco e Maurizio Pica;
- Classifica al termine di tutte le manche: 
  - Mara Maionchi: 2 punti (Antonio Augliera, Angela Addezio);
  - Claudio Cecchetto: 2 punti (Anastasia Vairo, Marco Muraro);
  - Flavia Cercato: 4 punti (Morgana Brais, Rosanna Ferrara[N 2]).
- Spareggio
  - Beatrice Ferrantino (Mara Maionchi) Vs Anastasia Vairo (Claudio Cecchetto): Anastasia Vairo (Claudio Cecchetto);
- Finale (Morgana Brais (Flavia Cercato) Vs Anastasia Vairo (Claudio Cecchetto)): Morgana Brais (Flavia Cercato);
- Classifica complessiva: Flavia Cercato (2 punti), Mara Maionchi,  e Claudio Cecchetto (1 punto).
- Ospiti:
  - Francesco Sarcina ha cantato Vieni da me con Federica Di Natale e Odio le stelle;
  - Alessandro Casillo e Gerry Scotti hanno cantato Il ragazzo della via Gluck;
  - Alessandro Casillo ha cantato Fino all'estasi con Beatrice Ferrantino;
  - Bianca Atzei ha cantato La paura che ho di perderti;
  - Marcella Bella ha cantato Montagne Verdi con Angela Addezio.

### Settima puntata
- Giuria: Marcella Bella, Arianna Bergamaschi, Antonella Lo Coco, Adriano Pennino e Maurizio Pica;
- Classifica al termine di tutte le manche: 
  - Mara Maionchi: 5 punti (Miriam Cassarino, Claudio Tropea, Marina Brienza[N 2]);
  - Claudio Cecchetto: 2 punti (Matilde Nicoziani, Andrea Settembre);
  - Flavia Cercato: 0 punti.
- Finale (Gaia di Fusco (Claudio Cecchetto) Vs Claudio Tropea (Mara Maionchi)): Gaia di Fusco (Claudio Cecchetto);
- Classifica complessiva: Flavia Cercato e Claudio Cecchetto (2 punti), Mara Maionchi (1 punto).
- Ospiti:
  - Alessandro Casillo ha cantato Niente da perdere;
  - Antonella Lo Coco ha cantato La Vie En Rose con Matilde Nicoziani;
  - Marcella Bella ha cantato Resta Cu' mme con Rossana Ferrara;
  - Giuseppe Giofrè ha cantato "Call On Me".

### Ottava puntata
- Giuria: Marcella Bella, Arianna Bergamaschi, Antonella Lo Coco, Maurizio Pica, Celso Valli;
- Classifica al termine di tutte le manche: 
  - Mara Maionchi: 2 punti (Antonio Augliera, Marica Salinas);
  - Claudio Cecchetto: 4 punti (Luna Melis, Matilde Nicoziani[N 2]);
  - Flavia Cercato: 1 punto (Walter Coppola).
- Finale (da 2 punti. Il vincitore accede direttamente alla finale)
  - (Luna Melis (Claudio Cecchetto) Vs Antonio Augliera (Mara Maionchi)): Antonio Augliera (Mara Maionchi);
- Classifica complessiva: Mara Maionchi (3 punto) e Flavia Cercato e Claudio Cecchetto (2 punti).
- Ospiti:
  - Ron ha cantato Il mondo avrà una grande anima con Sofia Segreto,  Vorrei incontrarti tra cent'anni con Miriam Di Pisa e Quando sarò capace di amare con Nicola Paltrinieri;
  - Alessandro Casillo ha cantato Amore Bello;
  - Bianca Atzei ha cantato Almeno tu nell'universo con Sofia Segreto e La Gelosia;
  - Antonella Lo Coco ha cantato Call Me;
  - Marcella Bella ha cantato Senza un briciolo di testa.

### Semifinale
- Squadre
  - Claudio Cecchetto: Damiano Caponio, Gaia Di Fusco, Luna Melis, Marco Muraro, Matilde Nicoziani, Miriam di Pisa, Simone Stocchero, Anastasia Vairo;
  - Flavia Cercato: Morgana Brais, Thomas Bocchimpani, Antonino Buscemi, Roberta Cometti, Walter Coppola, Ambra Costa, Rosanna Ferrara, Sveva Pia Laterza, Sofia Segreto.
- Claudio Cecchetto (57% dei voti ottenuti al televoto) accede alla finale.
- Ospiti:
  - Alessandro Casillo e Serena Autieri che hanno cantato dei brani tratti da Grease;
  - Benedetta Caretta (vincitrice della 2ª edizione) che ha cantato un brano tratto da Il re leone;
  - Sara Musella (interprete delle precedenti edizioni) che ha cantato Supercalifragilistichespiralidoso;
  - Arianna Bergamaschi, Luca Pitteri (vocal-coach dei ragazzi) e Gigi Garretta che hanno cantato un brano tratto da La bella e la bestia con Max Vitale;
  - I Modà hanno cantato Arriverà con Marica Salinas e Non è mai abbastanza;
  - Fausto Leali ha cantato Ti lascerò con Beatrice Ferrantino;
  - Arianna Bergamaschi ha cantato McArthur Park;
  - Antonella Lo Coco (accompagnata da Valerio Carboni alla chitarra e da un coro di ragazzi) ha cantato "The Passenger".

### Finale
- Squadra di Mara Maionchi Vs Squadra di Claudio Cecchetto;
  - La squadra di Claudio Cecchetto vince l'edizione con il 56% dei voti ottenuti al televoto. Le interpreti risultate più votate risultano essere Miriam Di Pisa e Matilde Nicoziani.
- Finale (Miriam Di Pisa Vs Matilde Nicoziani);
  - Vincitore: Miriam Di Pisa (57% dei voti ottenuti al televoto).
- Premio SIAE: 
  - Giuria formata da rappresentanti delle radio: "Grazie Ma" cantata da Miriam Di Pisa e Marco Muraro (testo di Cristian Calienni e musica di Cristian Calienni e Luca Sala);
  - Premio web: L'airone cantata da Nicola Paltrinieri (testo e musica di Lorenzo Vizzini).
- Ospiti:
  - I Backstreet Boys hanno cantato Everybody (Backstreet's Back) con Alessandro Casillo e Marco Muraro e Madeleine;
  - Sara Musella ha cantato "L'Urlo della Formica" (Musica di Francesco Altobelli e testo di Andrea Gallo) con Simone Stocchero e "Prendi una matita" con Rosanna Ferrara;
  - Arianna Cleri, Rita Pavone e Karima hanno cantato dei brani tratti da The Blues Brothers;
  - Antonella Lo Coco, Gloria Guida e Kristy Cates (docente della New York Film Academy) hanno cantato dei brani tratti da Mamma mia!;
  - Aldo, Giovanni e Giacomo;
  - Gigi Garretta e Max Vitale;
  - Rita Pavone ha cantato Geghegè con Miriam Cassarino e Fortissimo con Roberta Cometti;
  - Marcella Bella ha cantato Io non so parlar d'amore;
  - Karima ha cantato Come in ogni ora;
  - Al termine della puntata viene presentato il videoclip del singolo di Laura Pausini Se non te.

### Io Canto Christmas
- Ospiti: 
  - Laura Pausini che ha cantato "Il mondo che vorrei" con Luna Melis e Roberta Cometti, Limpido con Matilde Nicoziani, "Se non te", "Io Canto" con Arianna Cleri, "In assenza di te" con Arianna Cleri e Morgana Brais;
  - Alessandro Casillo;
  - Cristian Imparato, Benedetta Caretta e Arianna Cleri (vincitori delle precedenti edizioni);
  - Interpreti delle precedenti edizioni.

## Ascolti
| Puntata            | Messa in onda     | Telespettatori | Share  | Fonte  |
| ------------------ | ----------------- | -------------- | ------ | ------ |
| 1                  | 8 settembre 2013  | 3 216 000      | 17,11% | [ 7 ]  |
| 2                  | 15 settembre 2013 | 2 995 000      | 14,59% | [ 8 ]  |
| 3                  | 22 settembre 2013 | 2 866 000      | 13,24% | [ 9 ]  |
| 4                  | 29 settembre 2013 | 2 945 000      | 13,46% | [ 10 ] |
| 5                  | 6 ottobre 2013    | 2 830 000      | 12,26% | [ 11 ] |
| 6                  | 13 ottobre 2013   | 2 968 000      | 13,45% | [ 12 ] |
| 7                  | 20 ottobre 2013   | 2 961 000      | 12,83% | [ 13 ] |
| 8                  | 27 ottobre 2013   | 2 663 000      | 12,06% | [ 14 ] |
| Semifinale         | 3 novembre 2013   | 2 800 000      | 12,12% | [ 15 ] |
| Finale             | 10 novembre 2013  | 3 004 000      | 12,51% | [ 16 ] |
| Media              | Media             | 2 942 000      | 13,36% |        |
| Il meglio          | 23 novembre 2013  | 1 695 000      | 7,41%  | [ 17 ] |
| Io canto Christmas | 16 dicembre 2013  | 2 848 000      | 10,90% | [ 18 ] |

## Merchandising

### CD
Per la quarta edizione del programma è stato pubblicato il 4 novembre 2013 un doppio CD. Sono inclusi, oltre a 14 brani eseguiti nel corso delle puntate, i 14 inediti presentati in finale.

#### Tracce
CD 1
1. Marco Muraro – I'll be missing you (F.Evans, T.Gaither, G.M.Sumner)
2. Matilde Nicoziani – Something's got a hold on me (J.Hawkins, L.Kirkland, P.Woods)
3. Walter Coppola – E penso a te (Lucio Battisti, Mogol)
4. Michelangelo Falcone – Cosa resterà degli anni '80 (G.Dati, R.Riefoli, G.Bigazzi)
5. Morgana Brais – La cura (M.Sgalambro, Franco Battiato)
6. Simone Stocchero – Se si potesse non morire (Francesco Silvestre)
7. Rosanna Ferrara – La notte (G.Anastasi)
8. Thomas Bocchimpani – Who's loving you (W. Robinson Jr)
9. Morgana Brais – Caruso (Lucio Dalla)
10. Andrea Settembre – Scintille (A.Galbiati, D.Faini)
11. Beatrice Ferrantino – Hallelujah (L.Cohen)
12. Marco Lanzellotti – Troppo buono (Tiziano Ferro)
13. Veronica Rotin – And I'm telling you I'm not going (H.Krieger, T.L.Eyen)
14. Morgana Brais – Chiamami ancora amore (Roberto Vecchioni, C.Guidetti)

CD 2
1. Miriam di Pisa e Marco Muraro – Grazie Mà
2. Roberta Cometti – A volte si avverano i sogni (Saverio Grandi, Bungaro)
3. Walter Coppola – Tutto può cambiare
4. Morgana Brais – Fammi andar via (A.Cardone)
5. Andrea Settembre – Lasciami cadere (Raffaele Viscuso)
6. Damiano Caponio – Il tuo universo
7. Sofia Segreto – Portami via (G.Oggiano)
8. Yari Margotti – Bacio (G.Ulivieri)
9. Matilde Nicoziani – Beautiful you (B.MacKichan, E.Wilson, M.Lorentzen, C.Reed)
10. Simone Stocchero – L'urlo della formica
11. Marina Brienza – Up and down (S.Schlingensiepen)
12. Antonio Augliera e Gennaro Morra – Figli di questo vento (F.Di Salvo, R.Pacco)
13. Beatrice Ferrantino – Summer Holiday (N.Harambasic, R.Jenssen, R.Svendsen, A.Wik, B.MacKichan)
14. Nicola Paltrinieri – L'airone (L. Vizzini)